# Daniel Solander
Daniel Carlsson Solander est un naturaliste et botaniste suédois, né le 19 février 1733 à Piteå (province de Norrbotten) et mort le 13 mai 1782 à Londres.

## Biographie

### Jeunesse et études
Fils du pasteur luthérien Carl Solander et de Magdalena Bostadia, Daniel Solander est d'abord scolarisé à Piteå. À partir du 17 juin 1750, étudie à l'université d'Uppsala. Il se consacre d'abord aux langues et aux humanités, puis se tourne vers l'histoire naturelle et la botanique après deux ans. Il y suit les enseignements de Carl von Linné (1707-1778). Il reste à l'université jusqu'en 1759, mais n'obtiendra aucun diplôme. Il constitue en revanche un herbier, une collection d'histoire naturelle et une librairie d'une taille significative. 
Pendant ses études, il habite chez son oncle, lui aussi nommé Daniel Solander, qui est fortuné. Il accompagne également Linné dans différents travaux : l'organisation du cabinet de curiosités de la reine Louise-Ulrique à Drottningholm durant l'été 1752, celle du cabinet d'histoire naturelle de Carl Gustaf Tessin durant l'hiver de la même année ou classification des collections du château d'Ulriksdal durant l'été 1753. 

### Installation en Angleterre
Au bénéfice de deux bourses, Daniel Solander souhaite se rendre en Angleterre. Il quitte Uppsala en mars 1759, mais tombe malade et doit passer presque une année près d'Helsingborg. Il embarque finalement à Elseneur le 30 mai 1760 et arrive à Londres le 29 juin. Il apprend l'anglais, se familiarise avec la ville, rencontre des personnes influentes. Il effectue deux expéditions de botanique dans le sud du pays, la première de décembre 1760 à février 1761, la seconde durant l'été 1761. Il consacre ensuite du temps à organiser ses collections, avec l'aide de John Ellis.
En quête d'un revenu plus stable, devient, dès février 1763, assistant-bibliothécaire au British Museum et y catalogue les collections d'histoire naturelle. Il conservera ce poste jusqu'à sa mort en 1782, ne prenant que des pauses pour ses voyages avec Joseph Banks (1743-1820), avec qui il s'est rapidement lié d'amitié. En juin 1764, il est admis à la Royal Society.

### Expédition avec James Cook (1768-1771)
Du 25 août 1768 au 12 juillet 1771, Daniel Solander participe, sur proposition de Joseph Banks, au premier voyage de James Cook dans le Pacifique à bord de l'Endeavour. Ce voyage le mène à Madère, au Brésil, en Argentine, en Polynésie française, en Nouvelle-Zélande, en Australie, en Papouasie Nouvelle-Guinée, à Java, en Afrique du Sud et à Sainte-Hélène. Banks et Solander ramènent en Angleterre 30 300 plantes, dont 1 400 espèces jusque-là inconnues, ainsi qu'un grand nombre d'oiseaux, de poissons et de mollusques. Banks et Solander avaient initialement souhaité participer au deuxième voyage de James Cook. Cela ne sera pas le cas, mais un autre apôtre de Linné, Anders Sparrman, en sera.

### Retour en Angleterre
Au retour de son voyage avec James Cook, il devient le secrétaire et le bibliothécaire de Banks et vit dans sa maison à Soho Square. En novembre 1771, il se voit décerner un doctorat honoris causa de l'université d'Oxford. De juillet à novembre 1772, Solander accompagne Banks dans son voyage en Islande, aux îles Féroé et les Orcades.
Daniel Solander n'a jamais remis les pieds en Suède entre son départ en 1760 et son décès en 1782. Le fait qu'il avait laissé ses collections et ses livres à Uppsala laissent toutefois penser que ce n'était pas prévu ainsi au départ.

## Contribution à l'archivistique
Solander a inventé la forme de boîte livre connu sous le nom de boîte Solander, qui est encore utilisée dans les bibliothèques et les archives comme le moyen le plus approprié de conserver des estampes, des dessins, des manuscrits et le stockage des matériaux d'herbier.

## Hommages
Les îles Solander, au sud de la Nouvelle-Zélande, doivent leur nom à Daniel Solander, tout comme le cap Solander au sud de Botany Bay, ainsi que le genre botanique Solandra. Des centaines de plantes et d'animaux ont par ailleurs des mots tels que solandri ou solandrana dans leurs noms scientifiques.